# Долений Врх
Долений Врх (словен. Dolenji Vrh) — поселення в общині Требнє, регіон Південно-Східна Словенія, Словенія.